# 武功周氏
武功周氏，為一支由蘇姓改姓周姓的氏族，以原本的武功郡為郡望，故稱「武功周氏」，始祖為安溪人蘇卓周。

## 簡介
宋代名臣，邕州知州蘇緘，福建泉州人，在邕州（今廣西南寧）抵抗交趾戰死，追封奉國節度使。弟監察御史蘇結傷心辭官，返回泉州，居於安溪衡洋（今安溪縣長坑）。此後歷代多為進士，一時號稱閥閱。
元朝末年，蘇結後人蘇卓周，以號為氏以避兵禍，遂改周姓，遷新康里卓源鄉（今福建省泉州市安溪縣虎邱鎮竹園村）。以原蘇姓武功为郡望，人称「武功周氏」。其後裔自明代起就陸續有人徙至晉江、南安、同安、廈門等，亦有北遷三明、福清、建寧、興化。亦有人離開福建，到浙江台州、廣東潮州，甚至出海到了南洋。
武功周氏：卓源第一世(27郎，號卓周)字輩表：「卓勝廣源榮，德子寬甫昌。朝廷必嘉士，宗祖宜賢孫。萬派綿瓜瓞，奕葉振元勳。」根據祖父宜鵬字植程，親筆錄【蘇武功葫蘆山衡陽周卓源台灣福安居家谱】，民國五十四年仲夏。

## 外部連結
- 卓源武功周氏族譜